# Ilse Heylen
Ilse Heylen (ur. 21 marca 1977) – belgijska judoczka. Brązowa medalistka olimpijska z Aten.
Brała udział w trzech igrzyskach olimpijskich (IO 04, IO 08, IO 12). W 2004 zdobyła brązowy medal w wadze do 52 kilogramów. W tej kategorii zdobyła sześć medali mistrzostw Europy: złoto w 2005, srebro w 2004 oraz brąz w 2006, 2007, 2009 i 2010. Siedmiokrotnie była mistrzynią Belgii seniorów.